# Cuore cattivo
Cuore cattivo è un film del 1995, diretto da Umberto Marino, tratto dalla commedia Dove nasce la notizia.

## Trama
Estate, periferia di Roma: due ragazzi si preparano a rapinare una tabaccheria, ma vengono bloccati dalla polizia. Uno dei due rapinatori, Claudio Scalise, riesce a scappare trovando rifugio nell'appartamento di Esther Cipriani fingendosi un tecnico della Sip. Claudio è un disoccupato e cocainomane, improvvisatosi rapinatore per pagare un debito. Esther è una ragazza timida, chiusa e vive reclusa a causa di un incidente che l'ha costretta alla sedia a rotelle. Mentre Claudio temporeggia cercando una via di fuga, l'arrivo inaspettato della madre di Esther crea panico e agitazione nel giovane, che in uno scatto d'ira caccia la donna e trattiene Esther in ostaggio, barricandosi in casa.
La polizia, già in allerta, arriva e circonda la casa tentando di convincerlo a costituirsi. Unico interlocutore di Claudio è il commissario a cui chiede, quasi in stato confusionale, un giudice per poter trattare, respingendo le accuse di violenza carnale su Esther. Dopo una lunga attesa, impegnata tra disperate telefonate d'aiuto e continui scatti d'ira, l'arrivo del giudice Isernia, inesperto e formale, non convince Claudio ulteriormente irritato per l'uso da parte della polizia di lacrimogeni durante la trattativa. Il commissario, dopo aver letto la scheda su Claudio e sul suo complice Sabelli, si convince di avere a che fare con un emarginato, ma non un violento e tenta una mediazione che non va a buon fine. Nel mentre Esther, vedendo in televisione i servizi, ha l'intuizione di proporre una soluzione chiamando il giornalista Massimo Salvadori, conduttore del programma "Dove nasce la notizia", in modo tale che Claudio possa chiarire di non essere stato lui a sparare sul tabaccaio.
La richiesta viene esaudita e Salvadori arriva con il suo cameraman realizzando l'intervista con la promessa di ritornare la sera per filmare in diretta la resa di Claudio. Prima che Salvadori vada via, Claudio gli confessa che la pistola in suo possesso è in realtà scarica, confidando sul fatto che il giornalista non lo rivelerà a nessuno, in quanto cesserebbe l'interesse mediatico sulla vicenda. La telefonata di Stefano, amico e accompagnatore per disabili, sconvolge Esther che tenta il suicidio tagliandosi le vene, ma viene fermata da Claudio che, intenerito, incomincia ad avvicinarsi a lei. Claudio le mostra la foto della sua fidanzata, Sonia, riflettendo sulla reale conoscenza che si può avere con una persona, mentre Esther ha un sentimento nascosto e contrastato per Stefano e sogna un'operazione in Svizzera che non si può permettere. La sera nei dintorni della casa si raggruppano gruppi di disabili, di borgatari, Sonia, Stefano e si allestisce tutto per la diretta televisiva, diretta che viene preceduta dall'intervista al Ministro e ai familiari di Claudio. Un imprevisto, un grave attentato a Milano con morti e feriti, fa rimandare la diretta causando l'esasperazione di Claudio che punta la pistola scarica alla tempia di Salvadori, intimando la ripresa della diretta televisiva. Claudio esce quindi sulla veranda, facendosi scudo del giornalista, ma viene colpito mortalmente da un cecchino.

## Sceneggiatura
Il film è la trasposizione cinematografica dell'opera teatrale Dove nasce la notizia scritta e diretta da Umberto Marino ed interpretato in teatro dagli stessi attori (Kim Rossi Stuart, Cecilia Genovesi, Massimo Wertmüller e Ludovica Modugno). S'ispira ad un generico fatto di cronaca, quasi ordinario e marginale nelle periferie italiane e romane nello specifico.

## Colonna sonora
Il film è percorso interamente da due soli brani: una è la canzone Dream On degli Aerosmith e l'altro è un brano composto da Francesco Verdinelli.

## Accoglienza

### Critica
Tullio Kezich paragona il film a Quel pomeriggio di un giorno da cani del 1975 con Al Pacino, fondato sul principio dell'assedio e sull'influenza dei media fra cinica manipolazione e veridicità dei fatti. Ne viene invece esaltato il senso di solitudine ed insofferenza dei due protagonisti ingabbiati nelle rispettive vite "non volute", aggrappati a piccoli/grandi sogni (una casa al mare o l'operazione: "sogna fino a che il sogno diventa realtà" come cantano gli Aerosmith) che diano senso e speranza per un futuro diverso. Questo stato d'animo è sottolineato anche dal senso di oscura claustrofobia dell'appartamento dove si svolge la storia, "prigione" consolatoria, protettiva, ma che accresce enormemente il senso di libertà (amplificato simbolicamente dalla mosca dentro il bicchiere).